# Cipriano de Cartago
Tascio Cecilio Cipriano (en latín, Thascius Cæcilius Cyprianus; c. 200 - 14 de septiembre de 258) fue un clérigo y escritor romano, obispo de Cartago (249-58), santo y mártir de la Iglesia. Autor importante del Cristianismo primitivo de ascendencia bereber, muchas de cuyas obras en latín se han conservado. Nació alrededor de principios del siglo III en África del Norte, quizás en Cartago, donde recibió una educación clásica. Poco después de convertirse al cristianismo, se convirtió en obispo en 249. Una figura controvertida en vida, sus fuertes habilidades pastorales, su firme conducta durante la herejía novaciana y el brote de la plaga, y martirio en Cartago reivindicaron su reputación y demostraron su santidad a los ojos de la Iglesia. Su hábil retórica latina le llevó a ser considerado como el escritor latino más destacado de la Cristiandad occidental hasta Jerónimo y Agustín de Hipona. La peste cipriana recibe su nombre de él, debido a su descripción de ella.

## Primeros años
Cipriano tenía un origen rico y distinguido. Se debate sobre si perteneció a la clase curial o senatorial, aunque se opta en la mayoría de la historiografía por la primera. De hecho, su martirio se produjo en su propia villa. En la biografía de su discípulo, Poncio de Cartago, se narra cómo vende sus bienes y fincas, porque su riqueza tuvo que ser considerable. La fecha de su conversión al cristianismo es desconocida, pero tras su bautismo entre 245 y 248 donó una porción de su riqueza a los pobres de Cartago, convirtiéndose al cristianismo con 35 años. Era púnico o quizá bereber.
Su nombre original era Thascios; tomó el nombre adicional de Caecilius en memoria del presbítero al que debía su conversión. Antes de esto fue profesor de retórica. En los primeros años de su conversión escribió una Epistola ad Donatum de gratia Dei («Carta a Donato sobre la gracia de Dios») y los tres libros de Testimoniorum Libri Tres o Testimoniorum ad Quirinus, que seguían los modelos de Tertuliano, que influyó sobre su estilo y pensamiento, y detallando cómo las antiguas profecías no fueron reconocidas por los judíos en cuanto éstos no aceptaron a Cristo, perdiendo así sus privilegios y siendo sustituidos por los cristianos.

## Su disputada elección como obispo de Cartago
Poco después de su bautismo fue ordenado diácono, y más tarde presbítero. En algún momento entre julio de 248 y abril de 249 fue elegido obispo de Cartago por aclamación popular, tras la muerte del antiguo obispo de Cartago, Donato. Una elección popular entre los pobres, que recordaban su caridad, aunque una parte de los presbíteros se opuso a causa de la riqueza de Cipriano, su diplomacia y su talento literario. Cinco presbíteros se opusieron a esta elección, entre ellos Felicísimo, que más tarde llevaría a cabo una disputa con el propio San Cipriano, dando lugar al Cisma de Novato y Felicísimo.
Los cristianos del norte de África no habían sufrido la persecución durante muchos años. En 250 el emperador Decio decretó la supresión de la cristiandad, con lo que dio comienzo la persecución deciana. El procónsul, enviado por el emperador, y cinco comisionados de cada ciudad administraban el edicto, pero cuando el procónsul llegó a Cartago Cipriano había huido a un lugar desconocido, aunque fue acompañado por varios discípulos. Desde allí elaboró gran parte de su obra epistolar, y el exilio no le impidió seguir administrando su Iglesia, aunque sí que acrecentó las rivalidades latentes en su elección episcopal.
En los documentos que se conservan de los Padres de la Iglesia de varias diócesis se pone de manifiesto que la comunidad cristiana se dividió en esta ocasión entre los que practicaron la desobediencia civil a cualquier precio y los que se sometieron de palabra o acto al edicto. La huida de Cipriano de Cartago fue interpretada por sus enemigos como cobardía e infidelidad, y le acusaron ante Roma, desde donde le escribieron a Cipriano en términos de desaprobación. Cipriano contestó que había huido de acuerdo al mandato divino. Desde su refugio dirigió a sus fieles con seriedad y entusiasmo, empleando a un diácono de confianza como intermediario.

## Controversia acerca de loslapsi

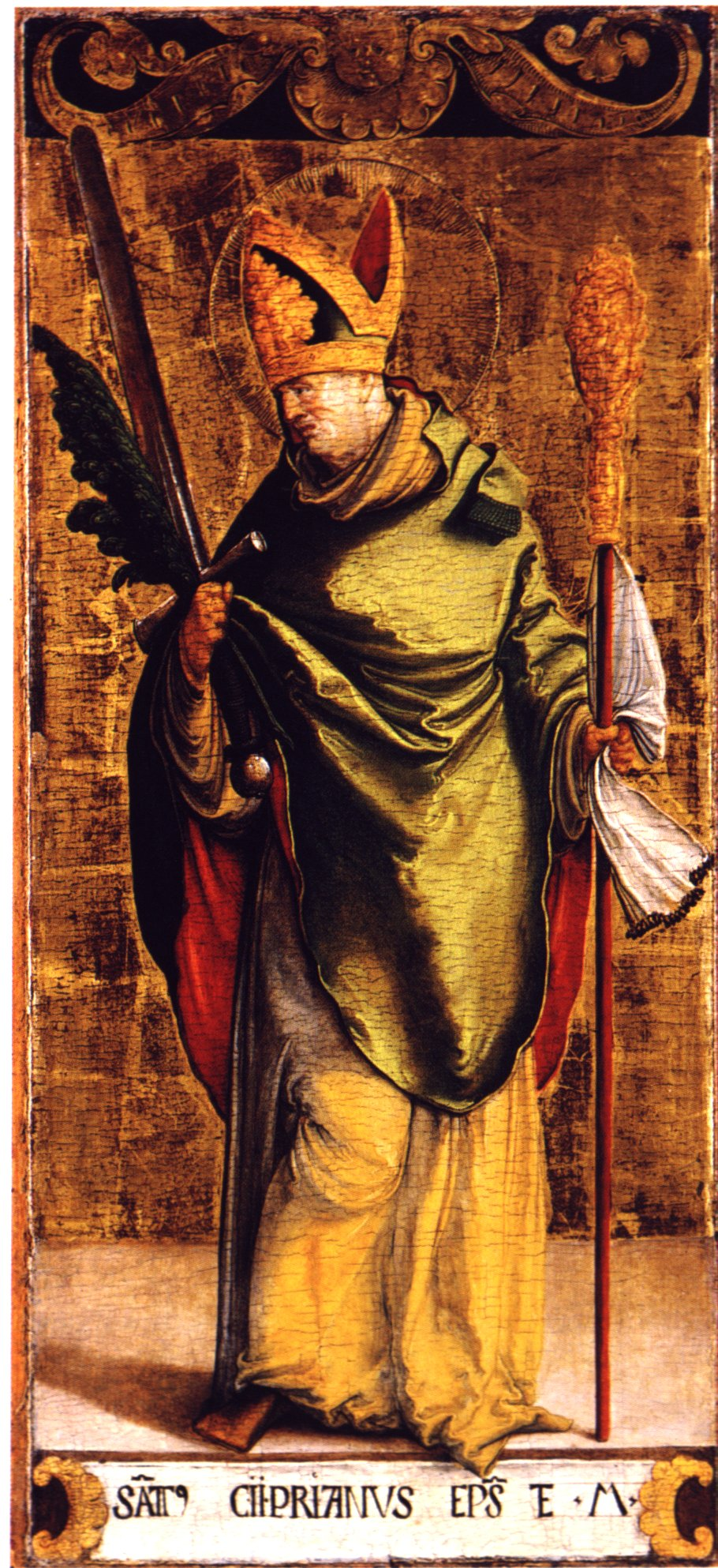
Cipriano de Cartago, de Meister von Meßkirch.

La persecución de los cristianos fue especialmente severa en Cartago, de acuerdo con las fuentes de la Iglesia. Las fuentes oficiales romanas no hablan de la severidad de la persecución deciana. Muchos cristianos abjuraron de su fe, y desde entonces recibieron el nombre de lapsi, los "caídos", pero después pidieron ser readmitidos por la iglesia. Sus peticiones fueron atendidas. Los confesores del grupo más liberal intervinieron para permitir a cientos de lapsi volver a la iglesia.
Aunque él mismo se había retirado y aislado, Cipriano censuró la laxitud con los lapsi, y rehusó absolverlos excepto en el caso de enfermedad mortal, y quiso posponer la cuestión de su readmisión en la iglesia hasta que llegaran tiempos más tranquilos. Entonces la comunidad de Cartago sufrió un cisma. Felicísimo, que había sido ordenado diácono por el presbítero Novatus durante la ausencia de Cipriano, se opuso a todas las medidas de los representantes de Cipriano. Estos proponían la readmisión de los lapsi sin condiciones necesarias de por medio. Cipriano le depuso y le excomulgó a él y a su partidario Augendius. Felicísimo recibió el apoyo de Novatus y otros cuatro presbíteros, que organizaron una fuerte oposición al obispo.
Cuando, tras una ausencia de catorce meses, y tras la muerte del emperador Decio, Cipriano volvió a su diócesis, defendió su marcha (guiado por una visión, para el bien de la comunidad) en cartas a los otros obispos del Norte de África y un tratado De lapsis, y convocó un concilio de obispos norteafricanos en Cartago para considerar el tratamiento de los lapsi y el cisma de Felicísimo (251). El concilio apoyó a Cipriano y condenó a Felicísimo, aunque no se conservan actas del mismo. Los libellatici, es decir, cristianos que habían obedecido al emperador, serían readmitidos tras arrepentimiento sincero, pero los que habían tomado parte en sacrificios al emperador sólo podrían volver a la Iglesia cuando estuvieran cerca de la muerte. Este concilio pervivió en el debate entre rigoristas y laxos, que dará lugar a concilios posteriores, especialmente tras las persecuciones de Valeriano. Más tarde esta regulación se suavizó, e incluso los que habían celebrado sacrificios fueron readmitidos si se arrepentían inmediatamente y buscaban la absolución, aunque los clérigos caídos fueron depuestos y no podían recuperar sus cargos.
En Cartago, los seguidores de Felicísimo eligieron a Fortunato como obispo en oposición a Cipriano, mientras que en Roma los seguidores del presbítero Novaciano, que también rechazó la absolución para los lapsi, le eligieron obispo de Roma, en oposición al obispo legítimo Cornelio. Los novacionistas consiguieron la elección de un obispo rival de su bando en Cartago, llamado Máximo. Novatus abandonó a Felicísimo y se unió al bando novaciano.
Estos extremos fortalecieron la firme pero moderada influencia de los escritos de Cipriano, y los seguidores de sus oponentes fueron perdiendo fuerza. Su prestigio se acrecentó cuando los fieles fueron testigos de su devoción abnegada durante una gran plaga y la hambruna que le siguió.
Al obispo Cornelio le sucedió San Lucio I, y a este San Esteban I, que mantuvo un importante enfrentamiento con Cipriano: Esteban hizo uso —por primera vez en la historia de la Iglesia— de la pretensión de que la Iglesia de Roma no solo tenía una autoridad moral sobre las restantes Iglesias de la cristiandad, sino de que además poseía una autoridad jurídica que le permitía imponerse sobre el resto de las iglesias del mundo. Esto llevó a una ruptura de las iglesias africanas con Roma que se mantuvo hasta la muerte de Esteban.
San Esteban quiso dominar al obispo de Cartago justificando la primacía de su obispado de Roma sobre los otros con el argumento del Tu es Petrus que se encuentra en el Evangelio de Mateo: (Mateo 16, 13-20), pero Cipriano respondió que, de acuerdo a las antiguas enseñanzas de la Iglesia, todos los obispos eran iguales y cada uno de ellos la figura de Pedro, y por tanto cada obispo era sucesor de Pedro en su diócesis, en lo cual estuvieron de acuerdo en cuatro Concilios sucesivos todos los obispos del África, y las Iglesias de Asia Menor, encabezadas por la Metrópolis de Cesarea.
Cipriano confortó a sus hermanos escribiendo su De mortalitate, y en su De eleomosynis les exhortó a la caridad con los pobres, al tiempo que conducía su vida de forma recta. Defendió la cristiandad y a los cristianos en su apología Ad Demetrianum, dirigida contra un tal Demetrio y el reproche de los paganos de que los cristianos eran la causa de las calamidades.

## Polémica sobre el bautismo realizado por herejes
Cipriano tuvo que librar una nueva lucha a partir de 255, en la que se enfrentó al obispo romano Esteban I. La causa de la contienda fue la eficacia del bautismo en las formas convencionalmente aceptadas cuando era administrado por herejes.
Esteban declaró que el bautismo realizado por herejes era válido si se administraba en nombre de Cristo o de la [santísima Trinidad] [cita requerida]. Esta era la visión de una importante parte de la Iglesia occidental{cr}}. Cipriano, por otra parte, creía que fuera de la Iglesia no podía haber verdadero bautismo, considerando a los realizados por herejes nulos y vacíos, y bautizaba de nuevo a los que se unían a la Iglesia. Cuando los herejes habían sido bautizados en la Iglesia pero la habían dejado y deseaban volver en penitencia, no los rebautizaba.
La ajustada definición de Cipriano de la Iglesia llevó a ciertas inferencias que le convirtieron en el enlace entre su modelo, el rigorista Tertuliano, y la polémica donatista que dividió al norte de África más adelante y que trataba de la eficacia de la misa cuando la pronunciaba un sacerdote indigno.
La mayoría de los obispos norteafricanos se alinearon con Cipriano, y encontró un poderoso aliado en Firmiliano, obispo de Cesarea Marítima. Pero la postura de Esteban logró la aceptación general. Esteban empleó en sus cartas el argumento de la superioridad de la Santa Sede sobre los obispados de toda la cristiandad. Cipriano contestó que la autoridad del obispo de Roma estaba coordinada con la suya, pero no era superior.
La Enciclopedia Católica de 1911 dice de Cipriano que en la época la disputa se consideró un asunto de disciplina y no de doctrina. La Iglesia católica moderna sostiene que el bautismo realizado por herejes e incluso por ateos es válido si se realiza de acuerdo con las formas católicas. La base de esta doctrina la articuló San Agustín en su conflicto con los donatistas, que emplearon la autoridad de Cipriano en favor de sus tesis.
La Iglesia ortodoxa, en cambio, ha hecho suya la eclesiología de Cipriano, y rechaza en su doctrina oficial la existencia
de bautismo y otros sacramentos fuera de la Iglesia ortodoxa. Así recibe a quienes vienen de otras comunidades eclesiásticas bautizándolos "por primera vez" (puesto que considera al bautismo anterior inexistente) o bien realizando sobre ellos la crismación o imposición de manos para suplir la falta de un bautismo anterior y considerándolo como una forma vacía de contenido a la que hay que llenar con la gracia divina.

## Persecución de Valeriano
A finales de 256 se emprendió una nueva persecución de cristianos en tiempo del emperador Valeriano, y tanto Esteban como su sucesor Sixto II, fueron martirizados en Roma.
En África, Cipriano preparó a los fieles para el esperado edicto de persecución en su De exhortatione martyrii. El 30 de agosto de 257, ante el procónsul romano Aspasius Paternus se negó a realizar sacrificios a las deidades paganas y profesó firmemente su fe en Cristo.
El procónsul Paterno, a instancias del emperador Valeriano, le desterró a Curubis. Tuvo una visión que le anunció su destino. Cuando hubo transcurrido un año fue llamado de vuelta y se le mantuvo prácticamente prisionero en su propia villa, en espera de medidas más severas tras la llegada de un nuevo edicto imperial que ordenaba la ejecución de todos los clérigos cristianos, de acuerdo con los testimonios de los escritores cristianos.
El 13 de septiembre de 258 fue apresado por el nuevo procónsul, Galerio [no es Galerio el emperador que sucedió a Diocleciano]. Su ejecución se retrasó al día siguiente por enfermedad de Galerio, y fue sentenciado a morir por la espada el día 14 de septiembre del año 258. Su única respuesta fue «¡Gracias a Dios!». La ejecución tuvo lugar cerca de la ciudad. Una gran multitud siguió a Cipriano en su último día. Se quitó sus prendas sin asistencia, se arrodilló, y rezó. Tras vendarse los ojos fue decapitado.
Su cuerpo, para evitar la curiosidad de los gentiles, fue retirado a un lugar próximo. Luego, por la noche, sacado de allí, fue conducido entre cirios y antorchas, con gran veneración y triunfalmente, al cementerio del procurador Macrobio Candidiano, situado en el camino de Mapala, junto a los depósitos de agua de Cartago. En el lugar de su muerte, se construyeron más tarde iglesias, que, sin embargo, fueron destruidas por los vándalos. Se dice que Carlomagno trasladó los huesos a Francia, y en Lion, Arlés, Venecia, Compiegne y Roenay aseguran que poseen reliquias del mártir.

## Obra
Además de varias epístolas, que se recopilaron parcialmente junto con las respuestas de aquellos a los que escribía, Cipriano escribió varios tratados, algunos de los cuales tienen carácter de carta pastoral.
Su obra más importante es su De unitate ecclesiae.
Otra obra importante es su Tratado sobre la Oración del Señor (Padre Nuestro).
Las siguientes obras tienen una autenticidad dudosa: De spectaculis, De bono pudicitiae, De idolorum vanitate,De laude martyrii, Adversus aleatores, De montibus Sina et Sion y la Cena Cypriani. El tratado titulado De duplici martyrio ad Fortunatum no solo fue publicado por primera y única vez por Erasmo, sino que probablemente también lo compuso y le atribuyó la autoría a Cipriano.
La posteridad ha encontrado menos dificultades en llegar a una visión universalmente aceptada de la personalidad de Cipriano que sus contemporáneos. Combinaba la arrogancia de su pensamiento con la conciencia de la dignidad de su oficio; su vida seria, su abnegación y fidelidad, moderación y la grandeza de su alma han recibido la admiración posterior. Como escritor, sin embargo, no fue en general original o especialmente profundo.